# Chráněná krajinná oblast Beskydy
Chráněná krajinná oblast Beskydy (CHKO Beskydy, pol. Obszar Chronionego Krajobrazu Beskidy) – obszar chronionego krajobrazu w Czechach, w kraju morawsko-śląskim i zlińskim, obejmujący Beskid Morawsko-Śląski, część Gór Wsetyńskich oraz część Jaworników. Powstał 16 marca 1973 r. na mocy rozporządzenia Ministra Kultury Republiki Czechosłowackiej nr 5373 z dn. 5 marca 1973 r. Powierzchnia parku wynosi 1160,0 km² co czyni go największym obszarem chronionego krajobrazu na terenie Czech.
CHKO od strony słowackiej sąsiąduje z CHKO Kysuce.
Na jego obszarze znajduje się ponadto 51 małopowierzchniowych form ochrony przyrody:
- 7 narodowych rezerwatów przyrody:
  - NPR Kněhyně - Čertův mlýn
  - NPR Mazák
  - NPR Mionší
  - NPR Pulčín - Hradisko
  - NPR Radhošť
  - NPR Razula
  - NPR Salajka
- 20 rezerwatów przyrody
  - PR Bučací potok
  - PR Čerňavina
  - PR Draplavý
  - PR Galovské lúky
  - PR Huštýn
  - PR Klíny
  - PR Kutaný
  - PR Malenovický kotel
  - PR Malý Smrk
  - PR Mazácký Grúnik
  - PR Noříčí
  - PR Poledňana
  - PR Smrk
  - PR Studenčany
  - PR Travný
  - PR Travný potok
  - PR Trojačka
  - PR V Podolánkách
  - PR Velký Polom
  - PR Zimný potok
- 1 narodowy pomnik przyrody
  - NPP Skalická Morávka
- 23 pomniki przyrody
  - Brodská
  - Byčinec
  - Kladnatá - Grapy
  - Kněhyňská jeskyně
  - Kudlačena
  - Kyčmol
  - Lišková
  - Motyčanka
  - Obidová
  - Ondrášovy díry
  - Pod Juráškou
  - Pod Lukšincem
  - Podgrúň
  - Poskla
  - Rákosina Střítež
  - Skálí
  - Smradlavá
  - Stříbrník
  - Uherská
  - Vachalka
  - Velký kámen
  - Vodopády Satiny
  - Zubří